# Unterems
Unterems (franska: Emèse le Bas, walsertyska: Unneräms) är en ort i kommunen Turtmann-Unterems i kantonen Valais, Schweiz. Orten var före den 1 januari 2013 en egen kommun, men slogs då samman med kommunen Turtmann till den nya kommunen Turtmann-Unterems. Den dåvarande kommunen hade 141 invånare (2012).

## Historia
På 1300-talet dog nästan hela befolkningen i digerdöden. Unterems omnämns för första gången som en självständig kommun år 1419.
Den 4 juni 1799 brändes byn ner av fransmännen under Napoleonkrigen. Sedan 1824 förs det ett befolkningsregister i Unterems.